# Sălașu de Sus
Sălașu de Sus là một xã thuộc hạt Hunedoara, România. Dân số thời điểm năm 2002 là 2788 người.